# Howard (Michigan)
Howard è un comune (township) degli Stati Uniti d'America della contea di Cass, nello Stato del Michigan. La popolazione era di 6.309 abitanti al censimento del 2000.

## Geografia fisica
Secondo lo United States Census Bureau (censimento 2001), il territorio municipale ha una superficie totale di 35,4 mi² (91,7 km²), di cui, 34,8 mi² (90,1 km²) di esso è costituito da terraferma e 0,6 mi² (1,6 km²) di esso (1,55%) da acqua.

## Società

### Evoluzione demografica
Secondo il censimento del 2000, vi risiedono 6,309 abitanti, 2.472 gruppi famigliari e 1.846 famiglie. La densità demografica era 181,1 per miglio quadrato (69,9/km²).
Il reddito medio per nucleo abitativo era di 41.477 $ ed il reddito medio per una famiglia era $ 47.382. Gli uomini hanno un reddito medio pro capite di 36.098 $ contro 23.780 $ per le donne. Il reddito pro capite per la cittadina è di 19.429 $. Circa il 4,6% delle famiglie e il 7,0% della popolazione risultano sotto la soglia di povertà, compreso 9,2% di quelli sotto i 18 anni e 7,3% di quelli invecchiano 65 o più.